# Slătioara
Slătioara es una comuna ubicada en el distrito Vâlcea, Rumania.

## Superficie
Posee una superficie de 48,14 kilómetros cuadrados.

## Demografía
Hasta 2021 la población era de 3366 habitantes, con una densidad de población de 69,92 habitantes por kilómetro cuadrado.